# Starck AS-57
Starck AS-57 byl jednomotorový dvoumístný dolnoplošník, který navrhl francouzský letecký inženýr André-Louis Starck krátce po druhé světové válce.

## Vznik a vývoj
André Starck těsně po druhé světové válce vyvinul a postavil krátce po sobě letouny Starck AS-57 a Starck AS-71 s motorem Walter Mikron II.
AS-57 byl postaven v pěti verzích, ale pouze 12 letadel, které se od sebe lišily v podstatě pouze použitým motorem. Zálet letounu provedl Victor Judez 4. dubna 1946 v Brétigny. Variantní použití různých motorů o výkonu 60-95 k si André Starck zadal sám do tohoto projektu.
Letoun byl mj. představen veřejnosti na aerosalonu v Paříži v roce 1949. Na rozsáhlém výstavním stánku vystavoval André Starck několik letadel: Starck AS-80 „HOLIDAY“ (dvojmístný hornokřídlý jednoplošník), Starck AS-90 „New Look“ a Starck AS-57, který byl označen za jeden z nejhezčích malých dvojmístných sportovních letounů.

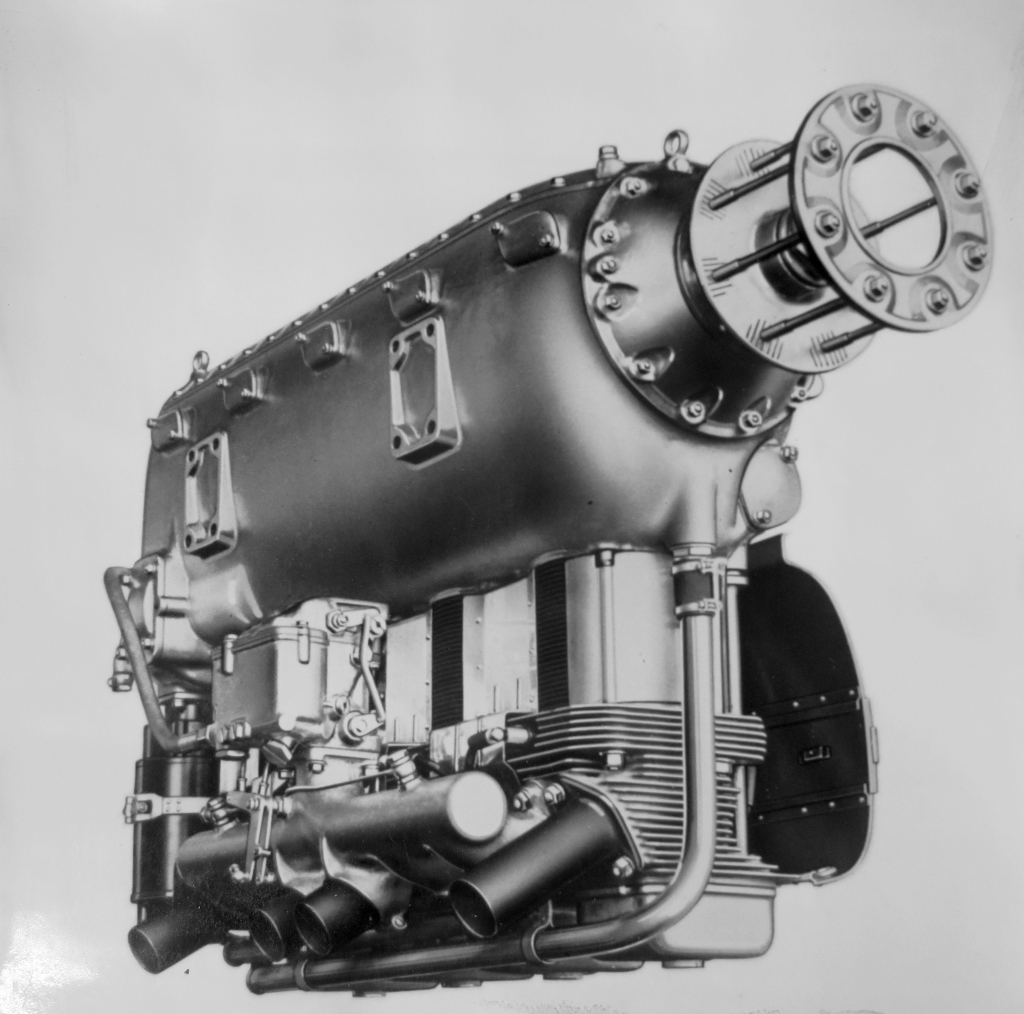
Walter Minor 4-III (1946)

## Popis letounu
Jednalo se o lehký, dolnokřídlý jednoplošník smíšené konstrukce ocel-dřevo, avšak převážně dřevěné konstrukce (smrk). Kabina pro dvoučlennou posádku byla v konfiguraci, kdy pilot a cestující seděli vedle sebe. Byla kryta průhlednou "bublinou", jejíž zadní linie klesala na zadní části k vrchlíku horní části trupu, aby se zlepšil výhled pilota dozadu. Trup se směrem k ocasním plochám zužoval.
Lichoběžníková křídla byla rovná, v koncích zúžená se zaoblenými špičkami. Křídlo bylo snadno čtyřmi osobami demontovatelné. Křidélka původně byla po celé délce křídla, později byla zmenšena. Vodorovné ocasní plochy (výškovky) byly namontovány těsně nad horním povrchem trupu a byly vyztuženy zespodu párem vzpěr. Směrovka měla zakřivenou horní část, která se spojuje do plného zaobleného kormidla.
AS-57 měl pevný konvenční podvozek s malým zadním kolečkem. Brzdy a tlumiče byly od firmy Lockheed. U některých verzí byla kola podvozku s kapotáží. Kapacita palivové nádrže z plechu, ze slitiny hořčíku byla 80 l benzínu. Olejová nádrž obsahovala 10 l oleje. Rám motoru byl svařen z ocelových trubek. Motor byl na něm přichycen přes silentbloky.

## Použití
Dne 18, července 1948 byl uspořádán Letecký handicapový rychlostní závod cestovních letadel na okruhu ve francouzském Deauville (Course Aerienne de Deauville). Handicap byl určován podle hmotnosti letadel a podle výkonnosti motoru; letělo se na 10 kol v celkové délce 215 km. V kategorii dvojmístných letadel obsadila první i druhé místo letadla Starck AS-57 s motory Walter Minor 4-lll 105 ks, řízená letci Chaimbaux a Delmotte. Vítěz kategorie Delmotte dosáhl průměrné rychlosti 110 km/h a v jeho nejrychlejším okruhu letěl v průměrné rychlosti 200 km/h.
Letounů Starck AS-57 bylo ve francouzském leteckém rejstříku zaneseno celkem 12 (v.č. 1-11 a 19). Letounů v provedení AS-57/4 bylo celkem 7 (výr. č. 3-9, imatrikulace F-BEPB, F-BEPA, F-BCIG, F-PCIH, F-BCII/F-PMXP, F-BCIJ, F-BCIK).
Jeden letoun s motorem Walter Minor 4-III byl ještě v roce 2012 ve francouzském leteckém rejstříku veden jako aktivní. Další letoun AS-57 je ve sbírkách muzea Musée Régional de l'Air v Angers, ale vystaven ve veřejné expozici.

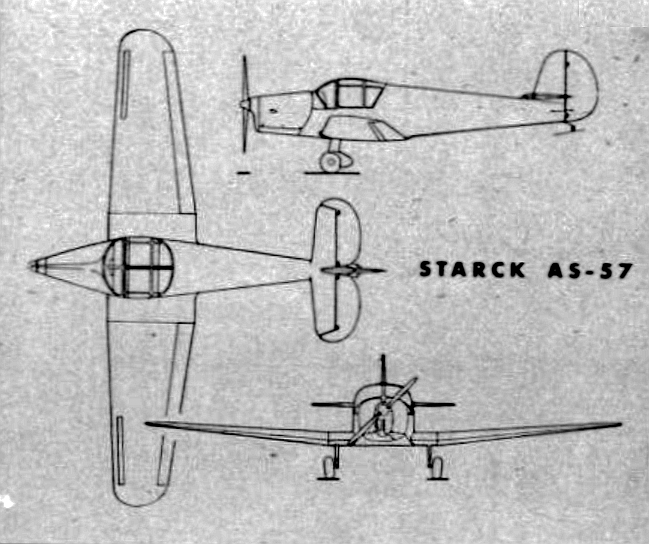
Starck AS-57, skica (Décollage, 1946)

## Varianty
- AS-57/1: s motorem Mathis G4F 55 kW/75 k
- AS-57/2: s motorem Régnier 4D2 o výkonu 55 kW/74 k
- AS-57/3 : s motorem Régnier 4E0 o výkonu 70 kW/95 k
- AS-57/4 : s motorem Walter Minor 4-III o výkonu 77 kW/105 k
- AS-57/5 : s motorem Hirth HM 504-A2 o výkonu 77 kW/105 k

## Specifikace
Data pro verzi AS-57/4 dle

### Technické údaje
- Posádka: 1
- Kapacita: 1
- Rozpětí: 8,80 m
- Délka: 6,90 m
- Výška: 1,85 m
- Nosná plocha: 11,60 m2
- Plošné zatížení: 54,5 kg/m2
- Hmotnost prázdného letounu: 430 kg
- Vzletová hmotnost: 660 kg
- Pohonná jednotka: 1× řadový vzduchem chlazený invertní čtyřválcový motor Walter Minor 4-III[14]
- Výkon pohonné jednotky:
  - maximální, vzletový: 77 kW/105 k při 2500 ot/min
  - nominální, jmenovitý: 59 kW/80 k při 2300 ot/min
- Vrtule: dvoulistá dřevěná s pevnými listy

### Výkony
- Maximální rychlost: 210 km/h
- Cestovní rychlost: 186 km/h
- Nejmenší rychlost: 85 km/h
- Dostup: 4 800 m
- Dolet: 792 km
- Stoupavost: 3,55 m/s